# Wang Jaji
Wang Jaji (왕자지, 王字之, 1066 – mars 1122) est un général et un diplomate de la dynastie de Goryeo en Corée. Il a notamment participé à l'expédition du général Yun Gwan contre les Jurchens en 1107 et a servi d'envoyé dans la Chine des Song en 1116.

## Histoire
Il a aussi joué un rôle dans l'introduction du Munmyo Jeryeak, la musique accompagnant les rites confucianistes à la cour royale, d'origine chinoise.
Wang Jaji est aussi connu sous le nom de Sojung (소중, 紹中). Son nom de courtoisie était Wonjang (원장, 元長 ),  son titre posthume, duc Jangsun (장순 공, 章順 公). Il est né à Haeju et est mort dans la capitale, Kaesong.